# جاك ر. فنتون
جاك ر. فنتون (بالإنجليزية: Jack R. Fenton)‏ هو سياسي أمريكي، ولد في 7 أغسطس 1916 في روتشستر في الولايات المتحدة، وتوفي في 6 نوفمبر 2007 في دالاس في الولايات المتحدة بسبب مرض باركنسون. حزبياً، نشط في الحزب الديمقراطي. وقد انتخب عضو جمعية ولاية كاليفورنيا.